# Nowy Komentarz Biblijny
Nowy Komentarz Biblijny – seria katolickich, naukowych przekładów biblijnych wraz z komentarzami, ukazująca się od 2005. Wydawcą serii jest Edycja Świętego Pawła.
Jest to trzecia po komentarzach KUL oraz nieukończonej Biblii lubelskiej współczesna seria przekładowa przeznaczona do użytku naukowego. W porównaniu do poprzednich komentarzy wydania są obszerniejsze, np. komentarz do Ewangelii Mateusza autorstwa Antoniego Paciorka (2005) jest trzykrotnie większy niż komentarz Józefa Homerskiego w serii KUL (1979).
Komentarz wychodzi od egzegezy i kwestii literackich, jednak zmierza do przedstawienia orędzia biblijnego. Po przekładzie (podzielonym na perykopy) znajduje się opis problemów krytyki tekstu, a następnie objaśnienie, składające się z trzech części:
- zagadnienia literacko-historyczne
- egzegeza
- aspekt kerygmatyczny

W komitecie redakcyjnym pierwszego wydania znaleźli się ks. prof. Antoni Paciorek (przewodniczący), ks. prof. Roman Bartnicki, ks. prof. Tadeusz Brzegowy, ks. prof. Antoni Tronina, ks. prof. Julian Warzecha.
Uzupełnieniem serii jest "Podręczny Komentarz Biblijny" (PKB), przygotowany przez tych samych autorów – w założeniu jest to seria bardziej popularna i uproszczona, pozbawiona aparatu naukowego. Redaktorem odpowiedzialnym za księgi Starego Testamentu w PKB jest Antoni Tronina, a Nowego Testamentu Antoni Paciorek. Wydawcą PKB jest wydawnictwo diecezji tarnowskiej – Biblos, a do roku 2018 ukazało się 5 tomów.

## Lista przekładów

### Pismo Święte Nowego Testamentu
| Tom      | Tytuł                                          | Autor przekładu       |
| -------- | ---------------------------------------------- | --------------------- |
| NT I/1   | Ewangelia Mateusza. Rozdziały 1-13             | Antoni Paciorek       |
| NT I/2   | Ewangelia Mateusza. Rozdziały 14-28            | Antoni Paciorek       |
| NT II/1  | Ewangelia Marka. Rozdziały 1,1-8,26            | Artur Malina          |
| NT III/1 | Ewangelia Łukasza. Rozdziały 1-11              | Franciszek Mickiewicz |
| NT III/2 | Ewangelia Łukasza. Rozdziały 12-24             | Franciszek Mickiewicz |
| NT IV/1  | Ewangelia Jana. Rozdziały 1-12                 | Stanisław Mędala      |
| NT IV/2  | Ewangelia Jana. Rozdziały 13-21                | Stanisław Mędala      |
| NT VI    | List do Rzymian                                | Sławomir Stasiak      |
| NT VII   | 1 List do Koryntian                            | Mariusz Rosik         |
| NT VIII  | 2 List do Koryntian                            | Antoni Paciorek       |
| NT IX    | List do Galatów                                | Dariusz Sztuk         |
| NT XI    | List do Filipian                               | Jan Flis              |
| NT XII   | List do Filemona. List do Kolosan              | Bartosz Adamczewski   |
| NT XIII  | 1-2 List do Tesaloniczan                       | Michał Bednarz        |
| NT XIV   | 1-2 List do Tymoteusza i List do Tytusa        | Stanisław Haręzga     |
| NT XV    | List do Hebrajczyków                           | Artur Malina          |
| NT XVI   | List Świętego Jakuba                           | Józef Kozyra          |
| NT XVII  | Pierwszy List św. Piotra                       | Stanisław Hałas       |
| NT XVIII | Drugi List Świętego Piotra. List Świętego Judy | Franciszek Mickiewicz |
| NT XX    | Apokalipsa Świętego Jana                       | Michał Wojciechowski  |

### Pismo Święte Starego Testamentu
| Tom           | Tytuł                                                   | Autor przekładu      |
| ------------- | ------------------------------------------------------- | -------------------- |
| ST I/cz. 1    | Księga Rodzaju. Rozdziały 1-11                          | Janusz Lemański      |
| ST I/cz. 2    | Księga Rodzaju. Rozdziały 11,27-36,43                   | Janusz Lemański      |
| ST I/cz. 3    | Księga Rodzaju. Rozdziały 37-50                         | Janusz Lemański      |
| ST II         | Księga Wyjścia                                          | Janusz Lemański      |
| ST III        | Księga Kapłańska                                        | Antoni Tronina       |
| ST IV         | Księga Liczb                                            | Teresa Stanek        |
| ST V          | Księga Powtórzonego Prawa                               | Michał Baranowski    |
| ST VI         | Księga Jozuego                                          | Stanisław Wypych     |
| ST VII/cz. 1  | Księga Sędziów (cz.I) Rozdziały 1-5                     | Dariusz Dziadosz     |
| ST VII/cz. 2  | Księga Sędziów (cz.II) Rozdziały 6-12                   | Dariusz Dziadosz     |
| ST X/cz. 1    | Pierwsza Księga Kronik                                  | Antoni Tronina       |
| ST X/cz. 2    | Druga Księga Kronik                                     | Antoni Tronina       |
| ST XI         | Księga Ezdrasza. Księga Nehemiasza                      | Mirosław Wróbel      |
| ST XII        | Księga Tobiasza, czyli Tobita                           | Michał Wojciechowski |
| ST XIV/cz. 1  | Pierwsza Księga Machabejska cz. 1, Rozdziały 1,1-6,16   | Janusz Nawrot        |
| ST XIV/cz. 2  | Pierwsza Księga Machabejska cz. 2, Rozdziały 6,17-16,24 | Janusz Nawrot        |
| ST XIV/cz. 3  | Druga Księga Machabejska                                | Łukasz Laskowski     |
| ST XV         | Księga Hioba                                            | Antoni Tronina       |
| ST XX         | Księga Mądrości                                         | Bogdan Poniży        |
| ST XXII/cz. 1 | Księga Izajasza (cz. 1), Rozdziały 1-12                 | Tadeusz Brzegowy     |
| ST XXII/cz. 2 | Księga Izajasza (cz. 2), Rozdziały 13-39                | Tadeusz Brzegowy     |
| ST XXII/cz. 3 | Księga Izajasza (cz. 3), Rozdziały 40-66                | Tadeusz Brzegowy     |
| ST XXIV/cz. 1 | Księga Lamentacji                                       | Cezary Korzec        |
| ST XXIV/cz. 2 | Księga Barucha                                          | Michał Wojciechowski |
| ST XXVI       | Księga Daniela                                          | Marek Parchem        |